# Walker Cup
Der Walker Cup ist der traditionsreichste Mannschaftswettbewerb im Amateur-Golfsport. Die Trophäe wurde 1922 nach dem Geschäftsmann und Präsidenten der USGA George Herbert Walker benannt (dem Großvater des späteren US-Präsidenten George H. W. Bush beziehungsweise Urgroßvater des US-Präsidenten George W. Bush). Das Walker Cup Match – so lautet die offizielle Bezeichnung – wird alle ungeraden Jahre zwischen den besten Amateuren aus dem Vereinigten Königreich und Irland sowie den Vereinigten Staaten ausgetragen. Der Austragungsort wechselt zwischen den beiden Regionen hin und her und auch das Format ist dem professionellen Gegenstück, dem Ryder Cup, sehr ähnlich.
In der Gesamtwertung liegen die Vereinigten Staaten mit 35:9 Siegen bei einem Remis zwar ganz klar in Front, die britisch-irische Auswahl hat aber 6 der letzten 11 Begegnungen für sich entscheiden können.